# Žarkoplavutarice
Žarkoplavutarice (znanstveno ime Actinopterygii)  so največja skupina rib. Šteje preko 13000 vrst v več kot 250 družinah. Skupne lastnosti so: gibljiva zgornja čeljust, ktenoidne luske, trni v plavutih. Večina naprednejših predstavnic ima koščeno ogrodje, zato jih skupaj z mesnatoplavutaricami imenujemo tudi ribe kostnice. Najdemo jih v vseh vodnih okoljih, v sladkih in slanih vodah.
Žarkoplavutarice imajo v plavalnih plavutih posebno oporo - koščene plavutnice.

## Klasifikacija
Razvrščanje žarkoplavutaric, in seveda vseh ostalih vrst rib, še vedno ni povsem dorečeno. Razlike v razvrščanju se pojavljajo na vseh taksonomskih nivojih. Posledično nastaja veliko sinonimov. Tudi velika geografska razširjenost povečuje število večkratnih poimenovanj.
Tradicionalno so bile prepoznane tri skupine žarkoplavutaric: Chondrostei, Holostei in Teleostei. Nekateri morfološki dokazi kažejo, da je druga skupina parafiletska in da jo je treba opustiti. Vendar pa nedavna dela, ki temeljijo na bolj popolno vzorčenih fosilnih taksonih in na analizi zaporedja DNK podatkov, podpirajo njeno pripoznanje. Skoraj vse živeče ribe kostnice pripadajo pravim kostnicam (Teleostei). 
Seznam različnih skupin, ki je naveden spodaj, je urejen do nivoja redov. Ta razvrstitev, kot katera koli druga taksonomska razvrstitev temelji na filogenetskih raziskavah. Mnoge od teh skupin skupin na višjih ravneh, niso bile podprte v sedanji morfološki in molekularnih literaturi. Primeri parafiletske skupine ali nenaravne skupine vključujejo Paracanthopterygii, Scorpaeniformes in Perciformes.  Seznam je narejen na podlagi FishBase  z opombami, kadar se ta razlikuje od Nelsona  in ITISa. 
- Podrazred Chondrostei (mnogoplavutarji in sorodniki)
  - Red Polypteriformes [6]
  - Red Acipenseriformes, jesetrom podobne ribe oz. jesetrovke
- Podrazred  Neopterygii (prvobitne žarkoplavutarice)
  - Infraclass Holostei
    - Red Lepisosteiformes
    - Red Amiiformes

  - Infraclass Teleostei, prave kostnice
    - Superorder Osteoglossomorpha
      - Red Osteoglossiformes,  koščenojezičnice
      - Red Hiodontiformes

    - Superorder Elopomorpha - tarponi in jegulje
      - Red Elopiformes, vključuje tarpone
      - Red Albuliformes
      - Red Notacanthiformes
      - Red Anguilliformes, jeguljam podobne ribe
      - Red Saccopharyngiformes

    - Superorder Clupeomorpha, sledi in sorodstvo
      - Red Clupeiformes, sledem podobne ribe

    - Superorder Ostariophysi, somi in sorodstvo
      - Red Gonorynchiformes, rilčasti slanikovci in sorodstvo
      - Red Cypriniformes, krapovci
      - Red Characiformes, karacinidi
      - Red Gymnotiformes, električne jegulje
      - Red Siluriformes, somi

    - Superorder Protacanthopterygii, lososi in sorodstvo
      - Red Salmoniformes, postrvi, lososi
      - Red Esociformes, ščuke
      - Red Osmeriformes, snetci

    - Superorder Stenopterygii, veleustke in sorodstvo
      - Red Ateleopodiformes
      - Red Stomiiformes

    - Superorder Cyclosquamata
      - Red Aulopiformes

    - Superorder Scopelomorpha
      - Red Myctophiformes

    - Superorder Lampridiomorpha
      - Red Lampriformes, svetlicam podobne ribe

    - Superorder Polymyxiomorpha
      - Red Polymixiiformes

    - Superorder Paracanthopterygii, trske in trnkarice
      - Red Percopsiformes
      - Red Batrachoidiformes, žabovke
      - Red Lophiiformes, morskim spakam podobne ribe oz. rokoplute
      - Red Gadiformes, trskam podobne ribe
      - Red Ophidiiformes, črevesnicam podobne ribe

    - Superorder Acanthopterygii, ribe s trnastimi plavutnicami
      - Red Mugiliformes, ciplom podobne ribe
      - Red Atheriniformes, gavunom podobne ribe
      - Red Beloniformes, iglam podobne ribe oz. igle in poletaši
      - Red Cetomimiformes
      - Red Cyprinodontiformes, zobati krapovci
      - Red Stephanoberyciformes
      - Red Beryciformes
      - Red Zeiformes, kovačem podobne ribe
      - Red Gobiesociformes, prisesnikom podobne ribe
      - Red Gasterosteiformes, zeti
      - Red Syngnathiformes, morska šila in morski konjički [7]
      - Red Synbranchiformes
      - Red Tetraodontiformes, sočeljustnice
      - Red Pleuronectiformes, bokoplavutarice ali bokoplutarice oz. bokoplute
      - Red Scorpaeniformes, bodikam podobne ribe
      - Red Perciformes, ostrižem podobne ribe oz. ostrižnjaki ali ostrižniki